# Coccoloba longipes
Coccoloba longipes là một loài thực vật có hoa trong họ Rau răm. Loài này được S.Moore mô tả khoa học đầu tiên năm 1895.